# 46.ª Divisão de Infantaria (Alemanha)
A 46ª Divisão de infantaria (em alemão:46. Infanterie-Division) foi uma unidade militar que serviu no Exército alemão durante a Segunda Guerra Mundial.

## História
A divisão lutou na invasão da Polônia em 1939, e em seguida, foi colocada na reserva até maio de 1940, quando foi transferido para a França. A divisão lutou no Vale do Loire até a queda da França.
Após a invasão da União Soviética, a divisão foi envolvida no assalto à Criméia no final de 1941, enquanto estavam envolvidos em combates pesados na Península de Kerch em dezembro, e com desembarques soviéticos tanto na ponta da península de Kerch e em Teodósia, o comandante da XLII Corpo de Exército, General Hans von Sponeck deu a ordem para recuar. Esta ordem foi revogada pelo comandante do 11º Exército, von Manstein, mas von Sponeck já havia desmontado seu set sem fio, a mensagem de manter o terreno não foi recebido. A 46ª Divisão de Infantaria evitou o cerco e, eventualmente, ajudou a conter a onda de desembarques do Exército Vermelho em Teodósia. General von Sponeck foi demitido e sujeito a um julgamento em que Reichsmarschall Hermann Göring supervisionou o processo. General von Sponeck foi condenado à morte, mas essa ordem foi comutada por Adolf Hitler e reduzido a sete anos de prisão. Quando Feldmarschall von Reichenau assumiu o comando do Grupo de Exércitos do Sul, ele transmitiu uma mensagem ao comandante da divisão, o tenente-general Himer que lê-se:
. "Por causa de sua reação folgada para o desembarque russo na Península de Kerch, bem como a sua retirada precipitada da península, declaro a 46ª Divisão negligenciada de honra marcial. Decorações e promoções estão suaspensas até serem revogadas. Assinado:. Von Reichenau, Feldmarschall ". [1]
A 46ª Divisão de Infantaria foi uma parte do LIV Corpo de Exército, sob o comando do general Hansen.
Em março de 1945, a divisão foi rebatizada para a 46ª Divisão Volksgrenadier. Com seus números esgotados, a divisão se rendeu aos soviéticos, em maio de 1945.

## Comandantes
| Comandante                                   | Data                                              |
| -------------------------------------------- | ------------------------------------------------- |
| Generalleutnant Paul von Hase                | 26 de agosto de 1939 - 24 de julho de 1940        |
| General der Infanterie Karl Kriebel          | 24 de julho de 1940 - 17 de setembro de 1941      |
| Generalleutnant Kurt Himer                   | 17 de setembro de 1941 - 26 de março de 1942      |
| Generalleutnant Ernst Haccius                | 5 de abril de 1942 - 7 de fevereiro de 1943       |
| General der Infanterie Arthur Hauffe         | 7 de fevereiro de 1943 - 13 de fevereiro de 1943  |
| General der Gebirgstruppen Karl von le Suire | 13 de fevereiro de 1943 - 27 de fevereiro de 1943 |
| General der Infanterie Arthur Hauffe         | 27 de fevereiro de 1943 - 20 de agosto de 1943    |
| General der Infanterie Kurt Röpke            | 20 de agosto de 1943 - 10 de julho de 1944        |
| Oberst Curt Ewrigmann                        | 10 de julho de 1944 - 26 de agosto de 1944        |
| Generalleutnant Erich Reuter                 | 26 de agosto de 1944 - ? de março de 1945         |

## Oficiais de operações
| Oberstleutnant Ottomar Babel            | 15 de junho de 1939 - 17 de junho de 1940       |
| Hauptmann Walter Reissinger             | 17 de junho de 1940 - 30 de setembro de 1940    |
| Oberstleutnant Reinhard Petri           | 30 de setembro de 1940 - 11 de dezembro de 1941 |
| desconhecido                            | 11 de dezembro de 1941 - 6 de janeiro de 1942   |
| Oberstleutnant Reinhard Petri           | 6 de janeiro de 1942 - 20 de maio de 1942       |
| Oberstleutnant Harry Pinski             | 20 de maio de 1942 - 1 de dezembro de 1942      |
| Oberstleutnant Günther Oetjen           | 1 de dezembro de 1942 - 15 de abril de 1944     |
| Oberstleutnant Hans Tümpling            | 15 de abril de 1944 - 10 de janeiro de 1945     |
| Major Wernher Freiherr von Schönau-Wehr | 10 de janeiro de 1945 - 10 de fevereiro de 1945 |
| Major Ludwig Wierz                      | 10 de fevereiro de 1945 - ? de março de 1945    |

## Área de operações
| Polônia                    | setembro de 1939 - maio de 1940  |
| França                     | maio de 1940 - junho de 1941     |
| Frente Oriental, setor sul | junho de 1941 - setembro de 1944 |
| Hungria & Checoslováquia   | setembro de 1944 - março de 1945 |